# P-メトキシベンジル基
p-メトキシベンジル基（パラメトキシベンジルき、p-methoxybenzyl group）とは、有機合成化学で用いられる保護基の一種で、p-CH3OC6H4CH2- という構造を持つ1価の置換基のこと。アルコールのヒドロキシ基の保護に用いられる。ベンジル基のように加水素分解やルイス酸によって脱保護できるほか、メトキシ基がもたらす高い電子密度のために酸化剤により除去することもできる。構造式上では PMB、MPM (p-methoxyphenylmethyl より) と略される。

## 保護・脱保護

### 保護
ヒドロキシ基を PMB基で保護して p-メトキシベンジルエーテルに変える手法は、ベンジル基の導入の際に用いられる手法と同様である。通常は塩化（あるいは臭化）p-メトキシベンジルを用いたウィリアムソン合成法による。
R-OH + PMB-Cl + base → R-O-PMB
基質が塩基に対して不安定な場合には、トリクロロアセトイミデートを用いるイミデート法によって酸性条件化にて保護することができる。
R-OH + PMBOC(=NH)CCl3 + H+ (cat.) → R-O-PMB
同様にして、アミンやアミド、カルボン酸、チオールなどの保護にも利用される。

### 耐久性、脱保護
反応試剤に対する基本的な性質はベンジル基と同様で、塩基や求核剤、還元剤に対しては比較的高い耐久性を示し、一方、加水素分解や強酸の作用で脱保護を受ける。PMB基の特徴として、ベンゼン環の4位に電子供与基のメトキシ基を持つことでベンジル基よりも電子密度が高くなっているため、DDQ や CAN などの酸化剤とも反応して脱保護が起こる。したがって、ベンジル基と PMB基で保護された2個のヒドロキシ基のうち、酸化剤により PMB基のみを選択的に脱保護することができる。

## 関連
さらにメトキシ基が増えたジメトキシベンジル基やトリメトキシベンジル基は、酸化剤との反応がより速やかになる。p-CH3OC6H4CH= の形の2価の置換基は p-メトキシベンジリデン基と呼ばれ、1,3-ジオールの保護に用いられる。